# Diskografie skupiny Kabát
Toto je diskografie české rockové skupiny Kabát, která zahrnuje 134 vlastních písní, 12 studiových alb, 3 koncertní alba, 1 kompilační album, 5 video záznamů, 4 box sety.

## Studiová alba
| Rok  | Album                                                                              | Počet prodaných nosičů    | Certifikace                                 |
| ---- | ---------------------------------------------------------------------------------- | ------------------------- | ------------------------------------------- |
| 1991 | Má ji motorovou - Vydáno: listopad 1991 - Vydavatelství: Monitor–EMI               | - 79 000 ks.              | –                                           |
| 1993 | Děvky ty to znaj - Vydáno: 10. května 1993 - Vydavatelství: Monitor–EMI            | - 50 000 ks. - 85 000 ks. | - zlatá deska                               |
| 1994 | Colorado - Vydáno: 13. září 1994 - Vydavatelství: Monitor–EMI                      | - 25 000 ks. - 50 000 ks. | - zlatá deska - platinová deska             |
| 1995 | Země plná trpaslíků - Vydáno: 6. listopadu 1995 - Vydavatelství: Monitor–EMI       | - 50 000 ks. - 82 000 ks. | - platinová deska                           |
| 1997 | Čert na koze jel - Vydáno: 6. října 1997 - Vydavatelství: Monitor–EMI              | - 72 000 ks.              | - zlatá deska                               |
| 1999 | MegaHu - Vydáno: 17. května 1999 - Vydavatelství: Monitor–EMI                      | - 50 000 ks.              | - zlatá deska                               |
| 2000 | Go satane go - Vydáno: 20. listopadu 2000 - Vydavatelství: Monitor–EMI             | - 30 000 ks. - 48 000 ks. | - platinová deska                           |
| 2003 | Dole v dole - Vydáno: 14. října 2003 - Vydavatelství: EMI                          | - 60 000 ks.              | - trojplatinová deska - čtyřplatinová deska |
| 2006 | Corrida - Vydáno: 8. prosince 2006 - Vydavatelství: EMI                            | - 45 000 ks.              | - trojplatinová deska                       |
| 2010 | Banditi di Praga - Vydáno: 10. prosince 2010 - Vydavatelství: EMI                  | - 68 000 ks.              | - čtyřplatinová deska - diamantová deska    |
| 2015 | Do pekla/do nebe - Vydáno: 22. května 2015 - Vydavatelství: Pink Panther Media     | - 50 000 ks.              | - pětiplatinová deska                       |
| 2022 | El Presidento - Vydáno: 5. října 2022 - Vydavatelství: Warner Music Czech Republic |                           |                                             |

## Koncertní alba
| Rok  | Album                                                                                        | Počet prodaných nosičů | Certifikace       |
| ---- | -------------------------------------------------------------------------------------------- | ---------------------- | ----------------- |
| 1992 | Živě! - Vydáno: 9. listopadu 1992 - Vydavatelství: Monitor–EMI                               | - 31 000 ks.           | –                 |
| 2009 | Po čertech velkej koncert - Vydáno: 27. listopadu 2009 - Vydavatelství: EMI                  | –                      | - platinová deska |
| 2011 | Banditi di Praga Turné 2011 - Vydáno: 14. listopadu 2011 - Vydavatelství: Pink Panther Media | –                      | –                 |

## Kompilační alba
| Rok  | Album                                                                                              | Počet prodaných nosičů     | Certifikace                                  |
| ---- | -------------------------------------------------------------------------------------------------- | -------------------------- | -------------------------------------------- |
| 2001 | Suma sumárum - Vydáno: - listopad 2001 - 15. listopadu 2013 (reedice) - Vydavatelství: Monitor–EMI | - 60 000 ks. - 130 000 ks. | - trojplatinová deska - šestiplatinová deska |

## Box sety
| Rok  | Album                                                                               |
| ---- | ----------------------------------------------------------------------------------- |
| 2007 | Box 2007 - Vydáno: 13. dubna 2007 - Vydavatelství: EMI                              |
| 2016 | Original Albums Vol. 1 - Vydáno: 16. srpna 2016 - Vydavatelství: Warner Music Group |
| 2017 | Original Albums Vol. 2 - Vydáno: 6. října 2017 - Vydavatelství: Warner Music Group  |
| 2024 | Original Albums Vol. 3 - Vydáno: TBA - Vydavatelství: Warner Music Group            |

## Video alba
| Rok  | Album                                                                                        |
| ---- | -------------------------------------------------------------------------------------------- |
| 2002 | Suma sumárum – Best of video - Vydáno: listopad 2002 - Vydavatelství: Monitor–EMI            |
| 2004 | Kabát 2003–2004 - Vydáno: 1. listopadu 2004 - Vydavatelství: EMI                             |
| 2008 | Kabát Corrida 2007 - Vydáno: 23. října 2008 - Vydavatelství: EMI                             |
| 2011 | Banditi di Praga Turné 2011 - Vydáno: 14. listopadu 2011 - Vydavatelství: Pink Panther Media |
| 2016 | Kabát 2013–2015 - Vydáno: 2. listopadu 2016 - Vydavatelství: Pink Panther Media              |